# 向性
向性(Tropism)是一種生物學現象，指生物（多數為植物）受環境因素刺激而向某特定方向生長的現象。向性有正向性（朝向刺激而生長）和負向性（反向刺激而生長）的分別。這些現象都與植物生長素auxin有關，倘若auxin量多的一側生長速度快，少的一側生長速度慢，就會造成莖的彎曲，讓植物的生長呈現蔓性/向觸性，正向的向光性(即朝陽光刺激的方向生長)，還有負向的向地性(即與地心引力相反的方向生長)。

## 種類
- 向光性(Phototropism)，對光或特定色光的移動或生長反應。
- 向地性(Gravitropism or geotropism)，又稱背地性，對重力的移動或生長反應。
- 向觸性(Thigmotropism)有些植物的莖或葉會呈卷鬚狀，沿著所接觸的物體卷曲而上，幫助植物爭取較多的生存空間。
- 向溼性(Hydrotropism)，又稱向水性，植物的根為了尋找水源而產生的行為。
- 向化性(Chemotropism)
- 向熱性(Thermotropism)

## 其他
- 趨性